# Rasa de Comaders
La Rasa de Comaders és un torrent afluent per la dreta de la Rasa de Cal Belluga el curs del qual transcorre íntegrament pel terme municipal de Montmajor (Berguedà).

## Xarxa hidrogràfica
La xarxa hidrogràfica de la Rasa de Comaders està integrada per un total de 3 cursos fluvials dels quals 2 són subsidiaris de 1r nivell. La totalitat de la xarxa suma una longitud de 1.891 m que transcorren íntegrament pel terme municipal de Montmajor.